# 清水雅彦
清水 雅彦（しみず まさひこ、1944年 - 2025年7月5日）は、日本の経済学者。慶應義塾大学経済学部名誉教授。専門は、経済統計、計量経済学、産業連関分析、産業技術論。

## 人物・経歴
1968年慶應義塾大学経済学部卒業、1973年慶應義塾大学大学院経済学研究科博士課程中退、1974年慶應義塾大学経済学部助手、1988年慶應義塾大学経済学部教授就任。学部・大学院における指導教授は尾崎巌。1997年慶大産業研究所所長、1999年経済学部学部長・大学院経済学研究科委員長、2001年慶應義塾常任理事就任。2004年環太平洋産業連関分析学会（PAPAIOS）会長。2006年4月立正大学経済学部教授（2006年5月退任）、2005年10月慶應義塾大学産業研究所所長再任（2008年9月まで）、2009年3月慶応義塾大学名誉教授、2009年6月学校法人慶應義塾大学常任理事（2017年5月まで）、2017年6月学校法人横浜商科大学理事・評議員就任、2017年11月学校法人横浜商科大学理事長就任、2019年12月21日の理事会において次期学長に選任。小林雅人現学長の任期満了に伴うもので、任期は、2020年4月1日から4年間。
文部科学省・厚生労働省・農林水産省・経済産業省がバイオ産業の実態を明らかにし、今後のバイオ産業の振興に係る基礎資料を得ることを目的として実施した「バイオ産業創造基礎調査」の調査委員長を務めたこともある。

## 著書
- 『参入･退出と多角化の経済分析―工業統計ﾃﾞｰﾀに基づく実証理論研究』（慶應義塾大学出版会, 2003年）

### 共著
- 『中国の地域産業構造分析』（宮川幸三、胡祖耀、石田孝造、新井益洋）（慶應義塾大学出版会, 2008年）